# Antonio Valdez Herrera
Antonio Valdez Herrera (13 de septiembre de 1922, Cócorit, Sonora - 5 de enero del 2007 en la Ciudad de México) Compositor mexicano de música ranchera de 705 canciones, miembro de la Sociedad de autores y compositores de México, siendo interpretado por los más grandes artistas mexicanos. La obra completa está en la página de autores y compositores se música.

## Primeros años
Fue hijo de Tomás Valdez y Carlota Herrera. En 1939 llegó Baja California donde trabajó en la pizca del algodón en el Valle de Mexicali y en 1940 se trasladó a la ciudad de Mexicali, en donde se desempeñó como locutor en la estación radiofónica XEAO, y practicaba basquetbol y béisbol, billar y dominó. Se casó y tuvo hijos. Valdez Herrera se describía a sí mismo de la siguiente manera:
·        “Mi carácter es fuerte, tal vez por proceder del norte de la República; sin embargo, me gusta ayudar a mis semejantes. Soy estrictamente fiel a mis principios y responsabilidades, amigo respetuoso y vertical, un padre y esposo amoroso”.

## Carrera artística
En 1953, inició su carrera como compositor con su primera canción “Sin Fe” una canción ranchera.
En 1957 se trasladó a Ciudad de México donde también trabajó como locutor, en la estación Radio 13. Ahí donde se integró al dueto “Amanecer” con Carolina Arias Navarro. En 1958, compuso la canción que lo dio a conocer como intérprete y compositor, fue “Renunciación”, que la interpretó en el dueto Amanecer, y pronto fue interpretada y éxito de Javier Solís y posteriormente por múltiples artistas, entre ellos Rocío Dúrcal, y fue la que lanzó a la fama. Estuvo también en el “Dueto Alborada” con Lupita Parra y “Dueto Los de Allá” con Víctor Gallegos. 
Más adelante haría valiosas alianzas y coautoría con Antonio Cantoral García, José Vaca Flores y Ramón Ortega Contreras. En 1967 se trasladó a Tlalnepantla Estado de México.
De entre sus grandes composiciones, destacan:
- Renunciación, con Vicente Fernández, Javier Solís y el dueto Amanecer.[3]
- Por si Voy a Morir (Ya Me Voy), con Chelo y Dueto Amanecer[4] y El Coyote y Su Banda.
- Después de Amarnos, con Javier Solís.[5]
- Con mis propias manos, con Javier Solís, Miguel Aceves Mejía y Aída Cuevas, María de Lourdes.[6]
- Tu camino y el mío; con Vicente Fernández, Antonio Aguilar[7] y Pepe Aguilar.[8]
- Esta tristeza mía, con Javier Solís, Lola Beltrán, Vicente Fernández, el Dueto Amanecer, Lupillo Rivera, Yoshio, Chucho Monge y Los Tiranos del Norte, Gilberto Valenzuela
- No te atrevas con Lola Beltrán.[9]
- Pa´que te acuerdes de mí, Más fuerte que yo, David Záizar[10]
- Palabra de Rey, Vicente Fernández[11]
- Estoy por llegar a ti, La caminera, Gerardo Reyes[12]
- Tres balas, Charro Avitia[13]
- Árboles viejos, Por un amor cualquiera, Flor Silvestre[14]
- Mi último rezo, Amalia Mendoza[15]
- Ya me voy, Un cambio de que, Chelo[16]
- Lamento triste, Yolanda del Río[17]
- Y tú no estabas, Lucha Villa
- Sabor amargo Los muecas[18]
- Desconfianza y No me tengas lástima, Chayito Valdez
- Puro Cachanilla (considerado el himno popular de Baja California) con Caín Corpus, Gilberto Valenzuela, Vicente Fernández,[19] y otros artistas
- Tierra Generosa (en relación con Mexicali) con Gilberto Valenzuela.[20]

Puro Cachanilla, y Tierra Generosa son dos canciones que están dedicadas a Mexicali, su tierra adoptiva en la que vivió una parte importante de su vida.
 

En cuanto a su trayectoria como compositor, dijo: 
“Estoy agradecido por haber recibido de Dios la gran virtud de poder comunicarme con mi pueblo a través de la composición de canciones, que han quedado en el gusto popular, y que artistas de todas las categorías, si es que las hay, se hayan molestado en grabar mis modestas canciones. Y que mi carrera como compositor me haya permitido dar a mis hijos una formación, educación y una relativa comodidad”.

## Reconocimientos
Los reconocimientos obtenidos son múltiples como:
- Trofeo Domingos Alegres, en Mexicali, B.C.
- El Pípila de Oro, en Irapuato, Guanajuato.
- Micrófono de Oro de los Locutores, en la Ciudad de México.
- Medalla de Oro, en León, Guanajuato.
- Venado de Oro, en Cd. Obregón, Sonora.
- Trofeo Joaquín Pardavé, en Pénjamo, Guanajuato.

- Tres Liras de Oro, de Mundo Musical.
- la Medalla Agustín Lara, de la Sociedad de Autores y Compositores de Música.[2]
- Un homenaje y diploma en Sahuayo, Mich (1969).
- Reconocimiento de la SACM, por su participación en el 1.er Festival Ranchero de Televisa en (1971)
- Homenaje y diploma por la cadena restaurantera Denny’s, la por su labor en pro de la Música Mexicana, (1972).
- Homenaje, medalla y trofeo en Mexicali (1982).
- Homenaje en Mexicali por Cetys Universidad (2010)
- Así mismo fue reconocido y premiado en las ciudades de Torreón, Coahuila.; Guadalajara, Jalisco; Los Mochis, Sinaloa, y Los Ángeles, California, además de otras poblaciones mexicanas.
- Una primaria en Mexicali, lleva su nombre
- Una calzada en Cócorit, una calle en Mexicali y otra en Cd. Obregón llevan su nombre.